# Тридцатилетняя война
«Тридцатилетняя война» (нем. Dreißigjähriger Krieg, англ. Thirty Years' War, нидерл. Dertigjarige Oorlog, чеш. Třicetiletá válka, швед. Trettioåriga kriget, дат. Trediveårskrigen, фр. Guerre de Trente Ans, исп. Guerra de los Treinta Años) — историографическое название ряда военных конфликтов в Священной Римской империи германской нации и Европе вообще, продолжавшихся с 1618 года по 1648 год, и затронувших в той или иной степени практически все европейские страны (регионы) и государства.
Война началась с череды религиозных столкновений между протестантами и католиками в Священной Римской империи, и затем переросла в борьбу разных сил в Европе против доминирующей позиции дома Габсбургов. Конфликт стал последней крупной религиозной войной в Европе и породил Вестфальскую систему международных отношений. В результате приверженцы крупнейших течений христианства на территории Священной Римской империи (католицизма, лютеранства и кальвинизма) обрели в ней равные права (что стало поражением консервативных прокатолических сил). Итогом Тридцатилетней войны стало резкое ослабление влияния религиозных факторов на жизнь государств Европы.
Война началась после Пражской дефенестрации 23 мая 1618 года, которая ознаменовала собой начало восстания чешских сословий, направленного против попыток рекатолизации со стороны принадлежавшего к дому Габсбургов богемского (чешского) короля Фердинанда II. Последовавшие боевые действия делятся на четыре крупных периода, называющихся по основным противникам императора: чешско-пфальцский, датский, шведский и франко-шведский. Две попытки прекращения конфликта — Любекский мир (1629 год) и Пражский мир (1635 год) — окончились безуспешно, поскольку не учитывали интересов всех прямо или косвенно заинтересованных сторон. Это удалось только всеевропейскому Вестфальскому мирному конгрессу (1641—1648).
Вестфальский мир 24 октября 1648 года зафиксировал новый баланс сил между императором Священной Римской империи и имперскими сословиями и определил конституционные рамки, действовавшие в империи до её распада в 1806 году. Республика Соединённых провинций Нидерландов и Швейцарский союз стали независимыми государствами и вышли из состава империи. Гегемония в Европе перешла к Франции, а упадок Испании стал очевиден. Швеция более чем на полвека стала ведущей балтийской державой.
Боевые действия Тридцатилетней войны происходили в Центральной Европе, в основном на территории современной Германии. Как сами боевые действия, так и вызванные ими голод и эпидемии опустошили целые регионы. В Южной Германии войну пережила лишь треть населения. Многим областям потребовалось больше века, чтобы восстановиться от последствий вызванного войной экономического и социального упадка.

## Европа на рубеже XVI—XVII веков
На рубеже XVI и XVII веков Европа переживала период перехода от Средневековья к Новому времени. Концепция национального абсолютизма тогда только начинала зарождаться. Национальные чувства связывались с сюзереном, с правящей династией, а не с государством. Движущей силой внешней политики выступала личная воля сюзерена. Одним из важнейших методов заключения союзов были династические браки.
В католической Европе с началом Контрреформации начался широкий откат от ренессансного материализма. Усиление позиций Римско-католической церкви сочеталось с модой на астрологию, распространением оккультизма и других мистических течений. Обострились конфликты между церковью и представителями научного мира. В католической среде философия и даже наука допускались лишь в том случае, если они руководствовались религиозным откровением, иначе — расценивались как козни сознательно вводящего людей в заблуждения дьявола. После Тридентского собора боевым подразделением католической церкви стали члены созданного Игнасио Лойолой «Ордена Иисуса» — иезуиты.
В политической жизни Европы с начала XVI века ведущая роль принадлежала династии Габсбургов, которая разделилась на испанскую и австрийскую ветви. В начале XVII века испанская ветвь дома владела, кроме Испанского королевства, также Португалией, Южными Нидерландами, богатым герцогством Миланским, Франш-Конте, сицилийской и неаполитанской коронами, а также имела в своём распоряжении огромную испано-португальскую колониальную империю. Австрийские Габсбурги закрепили за собой короны Священной Римской империи, Богемии, Венгрии, Хорватии.
На протяжении XVI века крупные европейские державы стремились воспрепятствовать установлению гегемонии Габсбургов в Европе и дальнейшему росту их владений. Противостояние с Габсбургами возглавляла католическая Франция — самое крупное из европейских национальных государств того времени. Сухопутные границы Франции были окружены кольцом владений Габсбургов. Другие противники Испании находились на севере континента — это протестантские Республика Соединённых провинций (Нидерланды), на протяжении нескольких десятилетий отстаивавшая свою независимость в затяжной освободительной войне, и Англия, которая оспаривала испанское господство на море и покушалась на колониальные владения испанской короны.
Интересы враждующих сторон наиболее интенсивно пересекались сразу в нескольких регионах. Наибольшее количество противоречий накопилось на территории Священной Римской империи, которая, в дополнение к традиционной борьбе между императором и немецкими князьями, была расколота по религиозному принципу. Подводя итог Реформации, Аугсбургский религиозный мир 1555 года на время завершил открытое соперничество лютеран и католиков в Германии. По условиям мира немецкие князья могли выбирать религию (лютеранство или католичество) для своих княжеств по своему усмотрению согласно принципу cujus regio, ejus religio (с лат. — «чья власть, того и вера»). Их подданным, не желавшим переходить в выбранную князем веру, оставалось только предусмотренное § 26 мирного договора право jus emigrandi — на эмиграцию на территорию, на которой исповедуется их конфессия.
Прямое отношение к империи имел и другой узел противоречий — Балтийское море. Скандинавские протестантские державы — сначала Датская корона, несколько позже Швеция — испытывали период небывалого экономического и культурного подъёма. Обладая образцовыми для своего времени армиями, скандинавские монархи стремились монополизировать Балтику, укрепившись на южном побережье моря, в то время как католическая Речь Посполитая активно сопротивлялась шведско-датской экспансии. Прочие европейские страны также выступали за свободу балтийской торговли.
Третьим спорным регионом была раздробленная Италия, где с начала Итальянских войн пересекались интересы Франции и Испании. В начале XVII века испанцы уже контролировали бо́льшую часть территории Италии и стремились завладеть остальной частью. Важную роль в их планах играла Вальтеллина — горная долина на границе Италии и Австрии, которая давала возможность переправлять войска, материалы и деньги из испанских владений в Северной Италии в верховья Рейна и Инна, а оттуда — в Австрию или Нидерланды. Населением Вальтеллины, в основном католическим по своему вероисповеданию, руководили союзные с Гризоном протестанты. В долине уже было несколько восстаний католиков — последние в 1572 и 1607 годах, однако протестантам удалось их подавить.

## Назревание войны
По мере того как католическая церковь пыталась отвоевать утраченное в ходе Реформации влияние, во многих странах Европы росло религиозное напряжение. Усиливались цензура и инквизиция, укреплялся орден иезуитов. Святой Престол всячески подталкивал правителей-католиков к искоренению протестантизма в своих владениях. Хотя Габсбурги были истовыми католиками, императорский статус обязывал их стоять над схваткой, из-за чего ведущую роль в германской контрреформации играли баварские правители из династии Виттельсбахов. И без того тяжёлую религиозную ситуацию усложнило появление через 10 лет после подписания Аугсбургского мира нового протестантского течения — кальвинизма, к которому склонились многие немецкие князья. По мнению большинства католиков, положения Аугсбургского мира не распространялись на кальвинистов и другие новейшие порождения Реформации. Это мнение разделяла и часть лютеран, завидовавшая успехам учения Кальвина.
В период с 1585 по 1618 годы как минимум в 20 городах империи зафиксированы религиозно мотивированные восстания и бунты. Крупнейшим из них стал конфликт между протестантским большинством и католическим меньшинством, разгоревшийся в 1606—1608 годах в Донаувёрте, одном из восьми вольных имперских городов, где официально жили и католики, и протестанты. Большинство жителей были протестантами, из протестантов состоял и городской магистрат. 25 апреля 1606 года через центр города с крестами и развевающимися знамёнами впервые прошла процессия католиков. Подобные демонстрации допускались Аугсбургским миром, но противоречили сложившейся в Донаувёрте практике: до этого католики не проводили подобных ходов в черте города и с большим размахом. В ходе последующих столкновений пострадало множество жителей, а католические флаги и реликвии были конфискованы. Архиепископ Аугсбургский подал жалобу в императорский надворный совет. В апреле 1607 года столкновения повторились, и надворный совет с одобрения императора Рудольфа II объявил имперскую опалу в отношении города Донаувёрта. По имперской конституции за претворение этого решения в жизнь должен был отвечать курфюрст Вюртембергский, но он был лютеранином, так что император поручил это католику Максимилиану Баварскому. Заняв город в 1608 году, Максимилиан выставил его жителям огромный счёт на компенсацию своих военных издержек. После того как те не смогли выплатить его, Максимилиан фактически присоединил город к Баварии и в рамках принципа cujus regio, ejus religio запретил там протестантизм.
Для организованного отпора растущему давлению католиков протестантские князья на юге и западе Германии объединились в 1608 году в Евангелическую унию. В ответ католики объединились через год в Католическую лигу. Оба союза легко нашли сочувствующих за пределами Священной Римской империи. В этих условиях деятельность общеимперских органов — рейхстага и судебной палаты — оказалась парализована.
В 1617 году обе ветви династии Габсбургов заключили тайное соглашение — договор Оньяте, урегулировавший накопившиеся между ними разногласия. По его условиям Испании были обещаны земли в Эльзасе и Северной Италии, что позволяло окончательно замкнуть Францию в кольцо испанских владений и беспрепятственно перемещать войска из Нидерландов в Италию. Взамен испанский король Филипп III отказался от притязаний на корону империи и согласился поддержать кандидатуру Фердинанда Штирийского. Пожилой император Матвей не имел прямых наследников. В качестве короля Чехии он принудил в 1617 году чешский сейм признать своим наследником племянника Фердинанда, ярого католика, воспитанного иезуитами в ненависти к протестантам. Фердинанд был крайне непопулярен в преимущественно протестантской Чехии, что и послужило поводом к восстанию, переросшему в длительный конфликт.

## Периоды войны. Противоборствующие стороны
На территории Священной Римской империи, ставшей основным театром военных действий, Тридцатилетняя война традиционно делится на четыре периода: чешский, датский, шведский и франко-шведский. Конфликты за пределами Германии принимали форму локальных войн: Испании с Нидерландами, за мантуанское наследство, русско-польской, польско-шведской, датско-шведской и других.
К началу войны один из противоборствующих лагерей составляли династические владения рода Габсбургов в Центральной и Восточной Европе, большинство католических княжеств Германии, Испания, объединённая с Португалией, Папство, Речь Посполитая. Антигабсбургскую коалицию образовали Франция, Швеция, Датское королевство, протестантские княжества Германии, Чехия, Трансильвания, Венеция, Савойя, Республика Соединённых провинций. В той или иной степени антигабсбургской коалиции оказывали поддержку Англия, Шотландия и Русское царство. Габсбургский блок являлся более монолитным: дворы Вены и Мадрида поддерживали постоянную связь друг с другом и нередко координировали боевые действия. Испания, получавшая огромные вливания золота и серебра из колоний, оказывала императору финансовую поддержку. В стане их противников существовали крупные противоречия, но все они отступили на задний план перед угрозой общего врага.
Османская империя (традиционный противник Габсбургов) в первой половине XVII-го века была занята войнами с Сефевидской Персией, в которых турки потерпели несколько серьёзных поражений. Речь Посполитая не была напрямую затронута Тридцатилетней войной, однако польский король Сигизмунд III в помощь союзным Габсбургам послал элитный отряд наёмников-лисовчиков. В 1619 году они разбили войско трансильванского князя Дьёрдя I Ракоци в битве при Гуменном, после чего Трансильвания обратилась к османскому султану за военной помощью. Осенью 1620 года турки разгромили польско-литовскую армию в Цецорской битве, в которой пал и знаменитый польский полководец Станислав Жолкевский. На время зимы военные действия были остановлены, однако продолжились в 1621 году. Османы в Хотинской битве были остановлены армией Речи Посполитой. Последовавший мирный договор не принёс каких-либо изменений границ.
Хронология Тридцатилетней войны:
Политическая ориентация государств в ходе Тридцатилетней войны:
- За императора:  прямо  косвенно
- Против императора:  прямо  косвенно

## Ход войны

### Чешско-пфальцский период (1618—1624)

#### Война в Богемии
В июне 1617 года бездетный император Священной Римской империи Матвей (король Чехии под именем Матиаш II) провёл через генеральный сейм решение об объявлении наследником чешского престола своего племянника эрцгерцога Фердинанда Штирийского. Воспитанный иезуитами, Фердинанд был фанатичным приверженцем католической церкви и славился нетерпимостью по отношению к протестантам. В Чехии, бо́льшая часть населения которой была протестантской, усилилось брожение.

##### Пражская дефенестрация
Ещё до восшествия наследника на престол Матвей стал отказываться от уступок протестантам со стороны его предшественника и брата Рудольфа II, зафиксированных в «Грамоте величества» 1609 года. Деревня Клостерграб, принадлежавшая королю, в которой, согласно «Грамоте величества», существовала свобода вероисповедания, была подарена королём пражскому архиепископству. Архиепископ Ян III Логел заставил всё население перейти в католичество и приказал разрушить недавно построенную протестантскую церковь. Аналогичная ситуация сложилась в Браунау, где местный католический аббат запретил использование протестантского храма, а члены делегации бюргеров, возражавшей против этого, были арестованы. В марте 1618 года бюргеры и оппозиционные протестантские дворяне по призыву графа Турна собрались в Праге и обратились к уехавшему в Вену императору с требованием освободить заключённых и прекратить нарушение религиозных прав протестантов. Кроме того, на май был назначен ещё один, более представительный съезд. Император в ответ запретил проведение этого съезда и объявил, что собирается покарать зачинщиков.
23 мая 1618 года участники собравшегося, несмотря на сопротивление католиков, съезда выбросили из окон Чешской канцелярии в ров королевских наместников Вилема Славату и Ярослава из Мартиниц и их писца Филиппа Фабрициуса. Несмотря на то, что все трое остались живы, нападение на представителей императора расценивалось как символическое нападение на самого императора. Этот акт, получивший название «Второй пражской дефенестрации», стал фактическим объявлением войны и началом восстания чешских сословий против власти Габсбургов.
Император Матвей по совету своего канцлера кардинала Вены Мельхиора Клезля предложил мятежникам амнистию и переговоры. 28 июля 1618 года по приказу Фердинанда, желавшего объявить Крестовый поход против Чехии, Клезль был арестован и помещён в крепость в Тироле. Император Матвей в ходе переворота был фактически отстранён от власти, которая перешла в руки Фердинанда.
Осенью того же года 15-тысячная имперская (католическая) армия во главе с графом Бюкуа и графом Дампьером вступила в Чехию. Чешская директория сформировала войско во главе с графом Турном. В ответ на обращение чехов к Евангелической унии курфюрст Пфальцский Фридрих V и герцог Савойский Карл Эммануил I направили на помощь им 20-тысячную наёмную армию под командованием графа Мансфельда. Под натиском Турна католические войска вынуждены были отступить к Ческе-Будеёвице (Будвайс), а Мансфельд осадил крупнейший и богатейший католический город Пльзень. 21 ноября Пльзень был взят; перезимовав, весной 1619 года Мансфельд двинулся на помощь армии, осаждавшей Ческе-Будеёвице.
В это время обе стороны пытались обеспечить поддержку своим планам. На съезде Евангелической унии в Ротенбурге Фридрих попытался договориться о создании протестантской армии и совместно выразить протест императору в расчёте на то, что император оценит единство протестантов и их готовность в случае необходимости применять силу. Однако курфюрсты отказались сформировать единую армию или поддержать оплату войск Мансфельда и вместо этого подписали меморандум, призывавший к компромиссу между императором и его противниками. Они подозревали, что Фридрих, прикрываясь лозунгами о защите религии, пытается стать королём Богемии. В то же время католические курфюрсты Максимилиан Баварский и Иоганн Георг Саксонский пытались решить проблему с чешскими повстанцами, опасаясь, что в случае смерти императора Матвея на выборах нового императора голос Богемии перейдёт к протестантам. Эрцгерцог Фердинанд активно общался с испанскими Габсбургами, пытаясь получить у них военную и финансовую поддержку. 20 марта 1619 года император Матвей скончался.
Благодаря поддержке протестантской части австрийского дворянства граф Турн в 1619 году очистил от союзников Фердинанда Моравию и подступил к Вене, однако встретил упорное сопротивление. В это время Бюкуа в битве при Саблате 10 июня 1619 года разбил Мансфельда, продвигавшегося к Ческе-Будеёвице. Жители Праги запаниковали, и сейм отозвал к городу и Мансфельда, и Турна. В конце 1619 года трансильванский князь Габор Бетлен с сильной армией тоже двинулся против Вены, однако ему в тыл ударил венгерский магнат Другет и заставил его отступить от Вены. На территории Чехии с переменным успехом велись затяжные бои.
Тем временем после победы в битве при Саблате Габсбурги добились определённых дипломатических успехов. Фердинанда поддержала Католическая лига, а король Франции пообещал способствовать избранию Фердинанда императором, используя своё влияние на одного из не определившихся выборщиков, курфюрста Трира. Богемия, Лузация, Силезия и Моравия 19 августа отказались признавать Фердинанда своим королём. Фридрих V был избран королём Чехии 26 августа, а два дня спустя во Франкфурте, куда ещё не дошли вести из Богемии, Фердинанд был избран императором.
Фридрих оказался в сложном положении — чехи предлагали ему корону, фактически отнятую у только что избранного императором Фердинанда. Против принятия богемской короны выступала практически вся его семья и большинство депутатов Евангелической унии. «За» была его супруга Елизавета Стюарт и канцлер Кристиан Ангальтский. Под давлением последних 28 сентября 1619 года Фридрих известил повстанцев, что готов стать королём Богемии. Фридрих прибыл 31 октября в Прагу, где 4 ноября был коронован в соборе Святого Вита. Император выдвинул новоиспечённому королю Чехии ультиматум: до 1 июня 1620 года он должен был покинуть Чехию.
Фердинанду удалось получить военную поддержку от Баварии и Саксонии. За это саксонскому курфюрсту были обещаны Силезия и Лужица, а герцогу баварскому — владения курфюрста Пфальцского и его курфюршеский сан. В 1620 году Испания прислала на помощь императору 25-тысячное войско под командованием Амброзио Спинолы. Король Франции считал, что Фридриху не удастся удержать Богемию, и опасался, что истощённая войной Евангелическая уния не сможет оказать сопротивления испанским войскам на границе Франции в случае, если император или король Испании используют войну в Богемии как повод для захвата вотчины Фридриха — Рейнского Пфальца. В связи с этим он активно содействовал заключению пакта о ненападении. Наконец 3 июля 1620 года представителями Евангелической унии и Католической лиги был подписан Ульмский договор.

##### Битва на Белой Горе
Спинола вышел из Фландрии к Рейну, перешёл его у Кобленца и имитировал движение в сторону Богемии, однако уже во второй половине августа развернулся и начал наступление на Пфальц. В это же время 25-тысячная армия Католической лиги Максимилиана Баварского под командованием фельдмаршала графа фон Тилли усмирила Верхнюю Австрию, пока имперские войска занимали Нижнюю Австрию. Затем в Линце армии объединились и 26 сентября перешли границу Богемии. 5 октября наступавшие с севера на Лусатию войска курфюрста Саксонского практически без боя заняли её столицу — город Баутцен. В середине октября Мансфельд уведомил Фридриха, что срок его контракта истёк и что в связи с отсутствием средств у короля он не планирует его продлевать. Оставив Пльзень с укрепившимся в нём Мансфельдом в тылу, армия Тилли продолжила наступление на Прагу. Решающее сражение произошло на Белой Горе, рядом с Прагой, 8 ноября 1620 года: 15-тысячная армия протестантов потерпела сокрушительное поражение от 20-тысячной католической. Прага капитулировала без единого выстрела. «Зимний король» Фридрих, процарствовав в Праге одну зиму, бежал оттуда в Бранденбург. В апреле 1621 года армия опального Мансфельда покинула Пльзень в обмен на выкуп в 150 000 гульденов. Первая фаза войны в восточной Европе окончательно завершилась в январе 1622 года, когда Габор Бетлен подписал мир с императором, выговорив себе обширные территории на востоке Венгрии.

#### Война в Пфальце
Окончание действий на востоке означало освобождение имперских армий для действий на западе, в Пфальце. Поражение вызвало распад Евангелической унии и потерю Фридрихом V всех его владений и титула. Несмотря на заверения Фридриха о том, что он не нарушал земский мир, поскольку восстал не против императора, а против эрцгерцога Австрии, он был подвергнут опале и изгнан из империи. Право на исполнение этого эдикта (и фактически карт-бланш на вторжение в Верхний Пфальц) было передано Максимилиану Баварскому. После недолгих переговоров Мансфельд согласился за приличную сумму денег не воевать больше на стороне Фридриха. Вскоре после этого он развернулся на запад и, игнорируя данные обещания, направился на соединение с английскими союзниками Фридриха в Рейнском Пфальце под командованием Горацио Вера, куда и прибыл 25 октября 1620 года.
В это время вспыхнула война за Вальтеллину. Католики Вальтеллины под предводительством рыцаря Джакомо Робустелли 19 мая подняли восстание (велтлинерская резня), направленное на очищение горной долины от протестантов. Благодаря успеху повстанцев войска католиков-испанцев получили доступ в Вальтеллину, а вместе с ним возможность беспрепятственно переправлять из Северной Италии в Австрию и войска, и материальные средства.
Убежище и денежную помощь Фридриху V предоставила Голландская республика, перемирие которой с испанцами истекло 9 апреля 1621 года. Осенью того же года к Рейну из Богемии пробился Мансфельд. Протестанты получили небольшое подкрепление в лице герцога брауншвейгского Христиана с десятитысячной армией и маркграфа Георга Фридриха Баден-Дурлахского, набравшего армию из 11 тысяч человек. Таким образом весной 1622 года сражаться против императора были готовы три армии — Мансфельда в Эльзасе, Христиана Брауншвейгского в Вестфалии и Георга Фридриха в Бадене. 22 апреля Фридрих тайно перебрался из Гааги в расположение войск Мансфельда, вынудив того экстренно прервать переговоры с противником о цене своего ухода от Фридриха.
27 апреля 1622 года Мансфельд победил Тилли при Вислохе, не дав тому соединиться с армией пришедшего из Нидерландов испанского генерала Гонсало Фернандеса де Кордобы. Пока Мансфельд ожидал подхода войск маркграфа Баденского, Тилли и Кордоба объединились и 6 мая 1622 года при попытке форсировать Неккар при Вимпфене нанесли поражение Георгу Фридриху. После этого Мансфельд и Тилли двинулись на север, к Майну; один — пытаясь соединиться с армией Христиана Брауншвейгского, второй — пытаясь предотвратить это. При переправе через Майн при Хёхсте Христиан, отбиваясь от объединённых войск Тилли и Кордобы, потерял около 2000 человек, 3 пушки и почти весь обоз, однако сохранил кавалерию и награбленные по пути сокровища, которые должны были пойти на оплату наёмной армии Мансфельда.
Поведение наёмников, опустошавших некогда богатые провинции, грабивших и сжигавших всё на своём пути, не глядя на то, принадлежало ли это католикам или протестантам, рассорило Фридриха с Мансфельдом. Последний перешёл на службу к голландцам, объединился с Христианом и двинулся на помощь Нидерландам, где Спинола летом 1622 года осадил ключевую крепость Берген-оп-Зом. 29 августа под Флёрусом им удалось разбить часть войск Кордобы, пытавшихся задержать наступление, а 4 октября они прибыли к крепости и сняли с неё осаду. Тем временем Тилли и Кордоба продолжали захват Пфальца. Его столицы Гейдельберг и Маннгейм пали 19 сентября и 5 ноября, соответственно. В распоряжении Фридриха осталась последняя крепость — Франкенталь, защищаемая небольшим английским гарнизоном.
10 января 1623 года в Регенсбурге открылся съезд имперских делегатов, на котором Фердинанд объявил о передаче курфюршества от Фридриха к Максимилиану. Это решение, противоречившее германской конституции и клятве, данной Фердинандом при коронации и не позволявшей раздавать немецкие земли без согласия рейхстага, было отрицательно воспринято почти всеми имперскими князьями, кроме курфюрста Кёльна, брата Максимилиана. Протестантские курфюрсты Саксонии и Бранденбурга в дополнение к этому опасались усиления католического давления. Курфюрст Бранденбурга, которому польский король уступил в качестве феода Пруссию, чувствовал себя обязанным Габсбургам. Испания, опасавшаяся усиления Баварии, предлагала вариант, предусматривавший отречение Фридриха в пользу его сына, который должен был бы воспитываться в Вене и позже вступить в династический брак с одной из дочерей императора. Такое решение было поддержано английским королём и папой, опасавшимися дальнейшего усиления Габсбургов. В результате 23 февраля 1623 года Фридрих был низложен, а 25 февраля все его титулы были переданы Максимилиану.
Армия Христиана Брауншвейгского в это время вторглась в Нижнесаксонский округ, а войска Мансфельда укрепились в Мюнстере. Уходя на запад, в Нидерланды, от преследующего его Тилли, отправленного на север Максимилианом по приказу императора, Христиан слал приглашения Мансфельду, предлагая объединиться и дать бой. Однако Мансфельд не хотел рисковать и покидать укреплённую позицию ради битвы с неясным исходом. В итоге 6 августа 1623 года Тилли при Штадтлоне настиг Христиана и практически полностью уничтожил его армию. Из ненависти к Испании Максимилиан запретил Тилли преследовать разбитую армию, отступавшую в Соединённые провинции, дабы не ослабить этого вечного противника Испании. Спустя три недели после Штадтлона Фридрих при посредничестве короля Англии подписал перемирие с императором. 27 августа 1623 года мирный договор с Фердинандом заключил и Георг Фридрих.
Первый период войны закончился убедительной победой Габсбургов. Восстание протестантов Чехии захлебнулось, Бавария получила Верхний Пфальц, а Испания захватила Курпфальц, обеспечив себе плацдарм для очередной войны с Нидерландами. Это послужило толчком к более тесному сплочению антигабсбургской коалиции. Франция и Нидерланды заключили 10 июня 1624 года Компьенский договор, к которому вскоре присоединились Англия (15 июня), Швеция и Дания (9 июля). Месяц спустя Франция, Савойя и Венеция договорились о совместной интервенции в Вальтеллину.

### Датский период (1625—1629)
Продвижение на север Германии католической армии под предводительством Тилли спровоцировало ответную реакцию лютеранских стран Скандинавии. Северонемецкие князья и города, ранее воспринимавшие Данию как угрозу своему влиянию на Северном и Балтийском море, по мере приближения Тилли начинали видеть в датском короле Кристиане IV потенциального покровителя лютеран. Англия, Франция и Республика Соединённых провинций обещали поддержать его финансово. Узнав о том, что на помощь протестантам Германии собирается давний противник Дании, шведский король Густав Адольф, Кристиан IV решил действовать быстро и уже весной 1625 года выступил против Тилли во главе наёмной армии из 20 тысяч солдат.
Большинство потенциальных сторонников, на которых рассчитывал Кристиан, были заняты своими делами и не смогли оказать ему серьёзной поддержки. В Нидерландах Спинола после длительной осады взял ключевую крепость Бреда. Дюнкеркские каперы под эгидой испанской короны грабили голландские суда. Во Франции шла гражданская война — поднявшие восстание и поддерживаемые Англией гугеноты были осаждены в крепости Ла-Рошель. В самой Англии нарастал политический кризис. После того, как требования Густава Адольфа о передаче ему полного контроля над предназначенной для вторжения в Германию армией были отклонены, Швеция переключила всё внимание на восток и объявила очередную войну Польше. Протестантские курфюрсты Саксонии и Бранденбурга, конкурировавшие с Данией за контроль над Оснабрюкским и Хальберштадтским епископствами и опасавшиеся её усиления, заявили о своей лояльности императору.
Весной 1625 года франко-савойские войска под предводительством герцога Карла Савойского напали на Асти и окружили Геную — союзника Испании и ключевое звено в её коммуникациях с империей. Этим был прерван поток испанских войск и серебра, подпитывавший немецкий и голландский театры военных действий. В то же время швейцарские войска с помощью французских подкреплений снова захватили Вальтеллину. Будучи отрезан от испанских союзников, Фердинанд II пригласил возглавить борьбу с датчанами честолюбивого генерала Альбрехта фон Валленштейна, предложившего экономный метод содержания войск — набрать как можно более многочисленную армию и кормить её за счёт населения театра военных действий. Деньги на выплату содержания он, будучи хозяином богатого Фридландского княжества на севере Чехии, предложил императору взаймы. Фердинанд назначил 25 апреля 1625 года Валленштейна главнокомандующим всеми императорскими войсками. Армия Валленштейна быстро стала грозной силой — насчитывавшая исходно 24 тысячи человек, она со временем выросла до 140 тысяч.
В 1625 году никаких серьёзных боевых действий не происходило. Свирепствовавшая по всей Европе чума не обошла и воюющие стороны. В 18-тысячной армии лиги во главе с Тилли 8 тысяч были больны чумой; они вынужденно разместились у небогатого епископа Хильдесхаймского. Войска Валленштейна квартировали в богатых Магдебурге и Хальберштадте. Избранный президентом граничившего с Данией Нижнесаксонского округа, Кристиан разместил там свою армию и производил набор рекрутов. Под его знамёна встали и Мансфельд, и Христиан Хальберштадский.
Предварительными договорённостями протестантов предусматривалось проведение трёх отдельных операций для разобщения сил противника. Мансфельд должен был начать наступление на оплот Валленштейна — Магдебургское архиепископство — и, отвлекая его на себя, по возможности обойти и двигаться в Силезию на соединение с Бетленом Габором. Христиан Брауншвейгский, командовавший плохо вооружёнными и слабо дисциплинированными даже по тем временам войсками, набранными из крестьян земель, по которым он проходил, должен был, обходя Тилли, пробиться в Гессен и, объединившись с ландграфом Морицем, напасть на Тилли с тыла. В то же время Кристиан IV, продвигаясь по Везеру, должен был нанести Тилли мощный фронтальный удар.
В действительности план оказался невыполнимым. Когда Христиан Брауншвейгский всё-таки провёл своё войско через границу Гессена, опасавшийся за свои владения ландграф Мориц категорически отказался поддержать его в борьбе с императором. Разочарованный Христиан отступил в Вольфенбюттель, где тяжело заболел и 16 июня 1626 года скончался. Предупреждённый о манёврах Мансфельда, Валленштейн с большей частью войск отправился в город Дессау на Эльбе, где рассчитывал перехватить протестантскую армию. В битве при Дессау 25 апреля 1626 года Валленштейн, обладавший численным перевесом (20 тысяч солдат против 12 тысяч) и самой мощной за всю войну артиллерией, сумел отбить все атаки и нанести серьёзнейший урон армии противника. Потеряв треть армии, Мансфельд, преследуемый Валленштейном, следуя первоначальном плану, отступил в Венгрию. Король Дании, воспользовавшись разобщением сил противников, начал наступление на юг, рассчитывая пробиться в центр Южной Германии. Узнав об этом, Тилли, получивший 8-тысячное подкрепление от Валленштейна, двинулся ему навстречу. Кристиан IV немедленно развернулся и попытался вернуться на свою базу в Брауншвейг, однако 27 августа Тилли настиг его и Кристиан был вынужден принять бой возле деревни Люттер, где потерпел сокрушительное поражение. Потеряв половину армии и всю артиллерию, он был вынужден отступить на север, к побережью, и устроиться на зимние квартиры в Штаде. После того, как Габор Бетлен заключил мир с империей, оставшийся не у дел Мансфельд решил предложить свои услуги Венецианской республике. По дороге в Венецию он скончался в Раковице, и его армия была распущена. Валленштейн двинулся на помощь Тилли.
Разраставшееся восстание гугенотов во Франции вынудило Ришельё пересмотреть свои планы на других фронтах. 26 марта 1626 он подписал Монзонский договор, по которому (вопреки данному герцогу Савойскому обещанию) французские войска оставляли Вальтеллину испанцам в обмен на туманно сформулированные гарантии свободного прохода французских войск через неё. Более того, в марте 1627 года Франция заключила альянс с Испанией для противостояния Англии, которая оказывала поддержку гугенотам. До капитуляции Ла-Рошели 28 октября 1628 года французские войска практически не принимали участия в боевых действиях за пределами своей территории.
Весной 1627 года Валленштейн вернулся на север Германии. Полководец получил титул адмирала Океанического и Балтийского морей: и император, и Испания надеялись, что ему удастся захватить лютеранские епископства на севере Германии. Фердинанд питал надежду стать хозяином Балтики, а Испания после появления у католиков северного флота рассчитывала организовать морскую блокаду Нидерландов. Летом 1627 года армия Валленштейна вторглась в Бранденбург. Георг Вильгельм отправил посольство в Вену, требуя от императора приказа Валленштейну уйти из его земель, однако ничего не добился — император принял посла с глубоким уважением и поднимал шляпу при каждом упоминании имени курфюрста, но лишь сослался на неизбежные «неудобства», приносимые войной. Сам Валленштейн на жалобы в Вену реагировал угрозами уйти в отставку, что вынудило бы правительство взять на содержание его армию. Армия Валленштейна оккупировала не только союзные датскому королю герцогство Мекленбург и мелкие княжества, но и лояльные императору протестантские Померанию и Брауншвейг. Преследуя отступающего Кристиана, Валленштейн перешёл границу Гольштейна и остановился на зимовку в Ютландии. Но, не имея флота, он не мог захватить столицу Дании на острове Зеландия.
Возмущение немецких князей Валленштейном достигло апогея, когда 11 марта 1628 года император — без согласия рейхстага и против воли немецких курфюрстов — передал ему во владение герцогство Мекленбург со всеми титулами и привилегиями, сделав простого чешского дворянина суверенным князем. Ещё в январе 1627 года Максимилиан Баварский созвал в Вюрцбурге собрание Католической лиги и пригрозил лишить императора поддержки, если тот не усмирит Валленштейна. Весь 1627 год император уговаривал князей объявить его старшего сына «римским королём», тем самым признав его наследником императорского престола. Спустя две недели после объявления Валленштейна имперским князем (28 марта 1628 года) курфюрст Майнца от имени всех выборщиков направил императору обвинительный манифест, в котором указал, что не гарантирует избрания принца до тех пор, пока Валленштейн остаётся главнокомандующим императорскими армиями.
Ганзейские города на севере Германии не торопились оказывать поддержку планам Валленштейна. На съезде в феврале 1628 года они перенесли решение на июль, а в июле — на сентябрь. В то же время шведский король Густав Адольф успешно теснил поляков, приближаясь к границам империи. В апреле 1628 года полковник Арним, по приказу Валленштейна захватывавший портовые города и уничтожавший там шведские корабли, подступил к Штральзунду — вольному крупному порту с военными верфями — и осадил его. Опасавшиеся сначала принимать чужую помощь, по мере ухудшения ситуации штральзундцы приняли предложения датского и шведского королей, что значительно улучшило ситуацию на фронте — в город стали прибывать подкрепления и боеприпасы, а морские десанты мешали планомерной осаде города. Валленштейн лично возглавил 23 июня осаждающую армию, численность которой возросла до 24 тысяч человек, однако также не смог ничего добиться. В июле 1628 года Кристиан IV высадился под Вольгастом, и осада была снята. Валленштейн разбил датчан 2 сентября 1628 года.
Накануне победоносного завершения польской кампании Швеция 29 января 1629 года объявила войну империи. Параллельно в Италии у императора с Францией разгорелась война за мантуанское наследство, куда император, несмотря на возражения Валленштейна, отправил часть его армии. Силы Валленштейна были ослаблены ещё более, когда Арним с 15-тысячным войском выступил на помощь полякам против шведов. Вынужденный идти на компромиссы, Валленштейн открыл мирные переговоры с датчанами и сумел добиться относительно выгодных условий. Вернув Дании оккупированные земли, он подписал в Любеке 12 мая 1629 года мирный договор, по которому датский король обязывался отныне не вмешиваться в германские дела. Теперь Валленштейн мог обратить всё своё внимание на борьбу со шведской угрозой.
Закрепляя в юридической плоскости победы Валленштейна над датчанами, император Фердинанд 6 марта 1629 года обнародовал Эдикт о реституции, которым кардинально урезал права протестантов. Кальвинизм был запрещён. Церковные земли объявлялись неотчуждаемыми и не подлежащими купле и продаже. Восстанавливались права католической церкви на всё имущество, секуляризованное протестантами с 1552 года — на протяжении жизней трёх поколений. Лишались прав и те, кто честно приобрёл церковные земли, конфискованные ранее. Католической церкви возвращались 2 архиепископства, 12 епископств и сотни монастырей. Эдикт аннулировал законность всех предыдущих решений в отношении церковных земель, утверждая право императора изменять законы и правовые акты по своему усмотрению. Курфюрсты тщетно требовали созвать рейхстаг для обсуждения проблемы церковного землевладения — император заявил, что раны, нанесённые церкви, не могут ждать, когда их залечит сейм.

### Шведский период (1630—1635)
Мантуанский кризис и эдикт о реституции спровоцировали раскол в стане католиков. В борьбе за Мантую, сильнейшую крепость на севере Италии, схлестнулись католики Франции и Австрии, причём последние действовали в интересах католиков Испании. Папа римский Урбан VIII был напуган перспективой интервенции Габсбургов в Италию. Он настаивал на возвращении монастырских земель тем орденам, у которых они были изъяты, а не иезуитам. Валленштейн, в армии которого не только солдаты, но и большинство офицеров были протестантами, отказывался помогать монахам, присланным из Вены вступить в право владения землями, отошедшими к ним по Реституционному эдикту. Даже фанатичный католик Тилли говорил о несвоевременности эдикта ввиду предстоящего вторжения лютеранской армии шведов.
Летом 1630 года в Регенсбурге открылось заседание совета, на котором Фердинанд надеялся добиться от курфюрстов согласия на провозглашение его сына римским королём. Одновременно он хотел добиться от них поддержки в войне за мантуанское наследство и против Республики Соединённых Провинций. Валленштейн, расположившийся со своим штабом неподалёку от Регенсбурга в Меммингене, был готов при необходимости военной силой поддержать требования императора. Протестантские курфюрсты Саксонии и Бранденбурга проигнорировали это собрание. Иоганн Георг прислал меморандум со списком требований для начала переговоров о мире, включавшим в себя условия о возврате к религиозному устройству империи 1618 года, об отзыве Эдикта о реституции и о резком снижении военных контрибуций. Католические князья также были не в восторге от усиления Валленштейна: они опасались потери гарантированных конституцией свобод и централизации Священной Римской империи под эгидой Австрии. Князей поддерживали папские эмиссары и посланцы кардинала Ришельё во главе с отцом Жозефом. В этих условиях Фердинанд решил пожертвовать Валленштейном: 13 сентября было объявлено о его отставке, его армия сокращалась до 39 тыс. человек, которые переходили под командование Тилли. По Регенсбургскому договору от 13 октября 1630 года Фердинанд признавал французского ставленника Карла Неверского герцогом Мантуи, однако испанцы получали в Пьемонте два ключевых пункта — Казале и Пинероло. Врождённый фанатизм Фердинанда не позволял ему отозвать Эдикт о реституции, который теперь должен был быть обсуждён на общем собрании князей. Римский король так и не был избран.
Шведский король Густав II Адольф, завершив польскую кампанию и заручившись поддержкой Русского царства, наконец высадился на острове Узедом у побережья Померании 4 июня 1630 года. Под рукой у Густава Адольфа на первых порах было не более 3 тысяч конников и 10 тысяч пехотинцев — все, что он привёл на транспортах, числом 37, из Швеции. Располагая надёжным тылом в Померании, он в течение последующих месяцев получил ещё около 23 тысяч человек подкрепления из Пруссии, Лифляндии и с польского театра. В это же число входило 6 тысяч человек штральзундского гарнизона и свыше 100 лёгких и тяжёлых пушек, изготовленных в Швеции. Осознавая, что германские протестантские курфюрсты не в состоянии самостоятельно защитить свою церковь, Густав Адольф накануне высадки выпустил на 5 языках манифест, провозглашавший поддержку прав протестантов. Главный город Померании, Штеттин, был взят 20 июня без боя. Вторжение Густава Адольфа поддержали многие протестантские города на севере Германии, а также изгнанные герцоги Мекленбурга и бранденбургский курфюрст Христиан Вильгельм, контролировавший Магдебург, крупнейшую крепость на Эльбе. В конце 1630 года шведский король заключил альянс с ландграфом Гессен-Касселя, а в январе 1631 года — Бервальдский договор с Францией, по которому Густав Адольф обязался держать в Германии 30-тысячную армию, а Ришельё — взять на себя полностью или частично все связанные с этим расходы.
Весной 1631 года 70-летний Тилли осадил крепость Ней-Бранденбург, обороняемую трёхтысячным шведским гарнизоном. Взяв её 19 марта 1631 года, он приказал перебить весь гарнизон и повернул к столице лютеранского архиепископа, Магдебургу, осаждённому войсками Паппенгейма. Магдебург, надеясь на скорый приход Густава Адольфа, пригласил в качестве коменданта шведского офицера Фалькенберга. Воспользовавшись отходом Тилли, шведский король двинулся вверх по Одеру к Силезии и захватил Франкфурт-на-Одере, где, в отместку за Ней-Бранденбург, приказал перебить всех пленных. Император прислал Тилли распоряжение снять осаду Магдебурга и следовать в Австрию для её защиты, однако Паппенгейм уговорил Тилли организовать последний штурм города. Шведская армия находилась в 150 милях от Магдебурга, в Лейпциге, ожидая присоединения курфюрстов Саксонии и Бранденбурга, которые не решались предпринять совместную операцию по освобождению города. После трёхдневной бомбардировки города 17—19 мая, утром 20 мая Паппенгейм взорвал ворота и, прорвавшись через весь город, ударил в спину защитникам южной стены. Размах жестокости солдат был настолько велик, что даже много повидавшие офицеры пытались убедить Тилли унять армию. В процессе штурма и последующих массовых грабежей Магдебург был полностью сожжён. В городе, насчитывавшем в начале мая 1631 года около 35 тысяч жителей, к 1639 году осталось лишь 450 человек. Уничтожение одного из крупнейших религиозных центров вызвало оцепенение во всей Европе. Под влиянием этих новостей Республика Соединённых провинций 31 мая вступила в альянс с Густавом Адольфом, обязавшись вторгнуться в испанскую Фландрию и субсидировать армию короля. 
В середине июня королю Швеции наскучило ждать поддержки нерешительных курфюрстов, и он двинул свои войска на Бранденбург. Курфюрст Христиан Вильгельм 22 июня подписал договор, по которому в руки шведов на время войны переходили ключевые крепости Шпандау и Кюстрин, а также все материальные ресурсы Бранденбурга. Тилли, планировавший использовать Магдебург в качестве опорной базы, был вынужден отступить к границе Саксонии. Желая аналогичным образом добиться поддержки от курфюрста Саксонии, Тилли вторгся в его владения и двинулся на Лейпциг. Однако Иоганн Георг сам обратился за помощью к шведам и предоставил в распоряжение Густава Адольфа всё своё войско. В битве при Брейтенфельде 17 сентября 1631 года армия Тилли была полностью разбита объединённым войском шведов и саксонцев.
Фортуна, казалось, была вновь на стороне протестантов. Валленштейн, удалившийся в свои чешские поместья, пошёл ва-банк и тайно предложил Густаву Адольфу сдать Прагу (в надежде на то, что доведённый до крайности император вновь назначит его главнокомандующим и даст возможность набрать армию). Король двинулся в центральную Германию, а в Богемию отправил саксонские войска под началом Арнима, планируя тем самым окончательно рассорить саксонцев с императором. В начале октября саксонские войска перешли границу Силезии, 25 октября — Богемии. Валленштейн 10 ноября покинул Прагу, а 15 ноября её заняли войска Арнима, ещё недавно бывшего его подчинённым.
Тем временем Густав Адольф продвигался по Пфаффенгассе — не тронутым войной землям католических епископов, подвергая их разграблению. В октябре он взял Эрфурт и Вюрцбург, а в ноябре — Ханау, Ашаффенбург и Франкфурт-на-Майне. Зимой 1631—1632 годов Густав Адольф, узнав, что Тилли собрал подкрепления и стал теснить шведские части в центральной Германии, повернул свои войска на восток, в сторону Баварии. Стремясь остановить шведское наступление, Тилли соединился с войсками Максимилиана Баварского и занял позицию на реке Лех у крепости Райн. В последовавшей 15 апреля 1632 года битве Густаву Адольфу удалось переправить свои войска через реку и нанести поражение католикам. Тилли был смертельно ранен ядром и 30 апреля скончался в Ингольштадте. Густав Адольф 17 мая без сопротивления занял столицу Баварии — город Мюнхен.
Положение императора снова стало угрожающим. Традиционный союзник — Испания — был связан начавшимся в Нидерландах контрнаступлением принца Фридриха-Генриха, для отражения которого пришлось перебросить испанские войска с Рейна. У другого союзника — Польши — назревал конфликт с Россией: война началась 20 июня 1632 года, когда воевода Шеин атаковал Смоленское воеводство. В этой ситуации у Фердинанда не осталось другого выхода, как вновь, как и семь лет тому назад, обратиться за помощью к Валленштейну. Ещё в ноябре-декабре 1630 года император послал ему три письма с просьбами вернуться на службу, причём последнее было написано им собственноручно. Честолюбивый Валленштейн, хорошо помнивший унизительную отставку летом 1630 года, отсылал обратно приезжавших к нему со всё более и более лестными предложениями придворных, заявляя, что полюбил тихую мирную жизнь и не прельщается военной славой и почестями. Лишь 31 декабря он согласился набрать армию, заверяя, что не станет ей командовать. И лишь после смерти Тилли Валленштейн подписал с императором договор, дававший ему абсолютную власть над всеми вооружёнными силами империи, часть земель Габсбургов и княжеский титул.
В июле свежесозданная армия Валленштейна в Швабахе объединилась с войсками Максимилиана Баварского. Густав Адольф, чья армия уступала объединённым силам католиков, отступил к Нюрнбергу и послал за подкреплениями, которые подошли 3—4 августа. В конце августа и начале сентября шведы несколько раз пытались атаковать позиции противника (битвы при Альте Весте и при Фюрте), однако атаки провалились. От Нюрнберга Густав Адольф двинулся в Баварию, а Валленштейн — на северо-запад, в Саксонию, рассчитывая вынудить Иоганна Георга разорвать союз со шведами. В начале ноября к нему присоединилась армия Паппенгейма, и Валленштейн решил разместить армию на зимние квартиры в Саксонии, чтобы не обременять содержанием войск габсбургскую Чехию. После того, как стало известно, что корпус Паппенгейма был отправлен в Халле, Густав Адольф решил воспользоваться ослаблением армии Валленштейна и дать ему решающее сражение. 15 ноября он захватил два моста через реку Риппах возле одноимённого города и начал переправу своей армии. Валленштейн отправил Паппенгейму срочный приказ о возвращении. Успешная атака шведской армии при Лютцене (16 ноября) была остановлена прибывшим с кавалерией своего корпуса Паппенгеймом, который при её отражении был смертельно ранен. Стремясь лучше разобраться в обстановке, близорукий король Швеции подъехал слишком близко к позициям неприятеля и был убит имперской кавалерией. Битва закончилась без явно выраженного победителя, однако Валленштейн, опасавшийся подхода к шведам 6-тысячного отряда из-за Эльбы, покинул Саксонию и ушёл на зимовку в Чехию. 
Потеряв своего лидера, немецкие протестантские княжества, Швеция и Франция 23 апреля 1633 года образовали Хайльброннскую лигу; вся полнота военной и политической власти в протестантской Германии перешла к выборному совету во главе со шведским канцлером Оксеншерной. У католических князей, поддержанных Испанией, возродилось недоверие к непредсказуемому «выскочке» Валленштейну. В 1633 году, когда Валленштейн самовольно открыл переговоры с протестантскими князьями, вождями Католической лиги и шведами, а также потребовал от своих офицеров принести ему личную присягу, подозрения Фердинанда II опять взяли верх. По обвинению в измене Валленштейн был отстранён от командования, был издан указ о конфискации всех его имений. Валленштейн был убит офицерами собственной охраны в городке Эгер 25 февраля 1634 года. Так сошёл со сцены один из наиболее харизматичных лидеров эпохи.
Вместо Валленштейна главнокомандующим имперской армией 2 мая был провозглашён сын императора, эрцгерцог Фердинанд (будущий император Фердинанд III). Саксонская армия под командованием генерала Иоганна Георга фон Арнима в сражении при Лигнице 13 мая 1634 года разбила имперскую армию под командованием Рудольфа фон Коллоредо. За это поражение Коллоредо был осуждён на тюремное заключение, однако вскоре вновь принят на службу — слишком острым был недостаток в опытных полководцах. Однако и в войсках протестантов стало сказываться отсутствие единого авторитетного военачальника. Под Нёрдлингеном 6 сентября 1634 года объединённая шведско-саксонская армия под командованием Густава Горна и Бернарда Саксен-Веймарского столкнулась с войсками Фердинанда, усиленными крайне дисциплинированными и опытными испанскими войсками. В этой битве шведы потерпели серьёзное поражение.
В сложившейся патовой ситуации князья и император начали переговоры, которые завершились 30 мая 1635 года подписанием Пражского мира. По его условиям исполнение Реституционного эдикта приостанавливалось на 40 лет, владения возвращались в рамки, описанные условиями Аугсбургского мира; армии императора и всех германских государств объединялись в единую армию Священной Римской империи; на образование коалиций между князьями накладывался запрет. Имперский камерный суд состоял теперь в равной пропорции из католиков и протестантов и должен был стать основным инструментом мирного урегулирования. Хотя договор был исходно подписан только императором и курфюрстом Саксонским, к нему со временем присоединились почти все остальные князья империи.

### Франко-шведский период (1635—1648)
Пражский мир, однако, не разрешал давних противоречий между Бурбонами и Габсбургами. Франция вступила в войну 21 мая 1635 года, исчерпав все дипломатические пути для противодействия возраставшей силе Габсбургов. Формальным поводом для объявления войны Испании стало взятие испанскими солдатами в заложники французского союзника — архиепископа Трира. С вмешательством Франции конфликт окончательно потерял религиозную окраску, поскольку французская монархия была католической. Французы атаковали Ломбардию и Испанские Нидерланды. В ответ в 1636 году испано-баварская армия под командованием принца Фердинанда Австрийского перешла реку Сомму и вошла в Компьень, а имперский генерал-лейтенант Галлас попытался захватить Бургундию. Вынужденная вести войну на два фронта и не обладавшая ещё крупной армией, Франция на этом этапе войны с трудом сдерживала императорские войска. Габсбургские силы дошли почти до Парижа, где были остановлены армией под личным командованием Людовика XIII (при поддержке Бернхарда Саксен-Веймарского, отказавшегося подписать Пражский мир). Окончательно угроза французской столице была снята после получения известий о подходе к Брюсселю северонидерландской армии, что вынудило испанцев прервать наступательную кампанию 1636 года и повернуть назад, чтобы защитить свои тыловые базы во Фландрии.
В то же время Франция не прекращала своих усилий и на дипломатической арене. В войну против Габсбургов вступили её итальянские союзники: герцогства Савойское, Мантуанское и Венецианская республика. Ришельё удалось предотвратить новую войну между Швецией и Речью Посполитой. Заключённое между ними Штумсдорфское перемирие позволило Швеции перебросить значительные подкрепления из-за Вислы в Германию. Летом 1636 года саксонцы и другие государства, подписавшие Пражский мир, повернули свои войска против шведов. Вместе с имперскими силами они оттеснили шведского командующего Банера на север, однако были разбиты у Виттштока 4 октября 1636 года. Хотя последующее вторжение шведов в Саксонию было отражено, эта победа обеспечила шведам преимущество на севере Германии. После того как в 1637 году без наследников скончался последний герцог Померанского дома, шведский канцлер Оксеншерна, несмотря на возражения Гогенцоллернов, сумел присоединить Померанию к Швеции.
Незадолго до кончины Фердинанду II удалось наконец добиться от курфюрстов признания своего наследника — на заседании рейхстага 22 декабря 1636 года его сын Фердинанд III был избран «римским королём». Пытаясь закончить длившуюся всё его правление войну, стареющий император хотел даже отдать французам Эльзас в обмен на их нейтралитет, однако эта идея вызвала яростное сопротивление его сына. Всего через несколько месяцев, 15 февраля 1637 года, Фердинанд II скончался.
В 1637 году Галлас начал наступление на Померанию. Он сумел нанести несколько поражений шведским войскам Банера и Врангеля, заняв Вольгаст и остров Узедом. Однако потери в его войсках были настолько высоки, что уже в следующем году с остатками армии он был вынужден ретироваться в Богемию. На юго-западе финансируемый французами Бернхард Саксен-Веймарский начал наступление на войска генерала Федерико Савелли в Верхней Бургундии. Он захватил несколько крупных городов, а 24 июня 1637 года нанёс герцогу Карлу Лотарингскому поражение в битве при Безансоне. После этого со своими войсками переправился через Рейн возле Райнау и укрепился на острове возле деревни Виттенвайер, где был атакован католической армией под командованием Иоганна фон Верта. После ожесточённых боёв герцог Саксен-Веймарский был вынужден отступить.
В январе 1638 года Бернхард при поддержке Ришельё начал новую кампанию. Переправившись через Рейн, он занял Зекинген, Лауфенбург и некоторые другие города и осадил стратегически важный город Райнфельден. 28 февраля протестантские войска были атакованы пришедшей на помощь осаждённым католической армией под командованием Савелли и фон Верта. Савелли отрезал Бернхарда от его основных войск, деблокировал город и захватил в плен как самого герцога, так и его генерала Таупаделя. Позднее обоим военачальникам удалось бежать и присоединиться к основным силам. 3 марта Бернхард неожиданно атаковал стоявшие лагерем возле города и не ожидавшие нападения католические войска и разбил их. В плен попали Савелли, фон Верт и более половины их армии. В ходе последовавшего наступления протестанты заняли Фрайбург-в-Брайсгау и в июне 1638 года осадили Брайзах — ключевую крепость Габсбургов, контролировавшую коммуникации в регионе. Посланная на помощь католическая армия под командованием Иоганна фон Гётцена была отброшена, и после долгой осады 17 декабря 1638 года город капитулировал. Из 4 тысяч его жителей лишь 150 пережили свирепствовавшие во время осады голод и чуму. Дальнейшее наступление в Швабии пришлось приостановить, так как внимание Ришельё отвлекло вспыхнувшее в Нормандии восстание босоногих.
В это время на востоке шведский фельдмаршал Банер осаждал город Фрайберг. Для снятия осады против него двинулись объединённые армии императора и курфюрста Саксонского под общим командованием Галласа. Банер отступил от города для того, чтобы соединиться с армией Торстенссона, после чего двинулся в сторону Хемница. В последовавшей битве 14 апреля 1639 года шведская кавалерия сумела обратить в бегство левый фланг имперской армии, а затем разбить и оставшиеся силы противника, захватив практически всю артиллерию и обоз. После поражения Галласа шведам была открыта дорога для наступления на Богемию, однако Банер вместо этого потратил несколько месяцев на продолжение безуспешной осады Фрайберга.
Последний период войны протекал в условиях истощения обоих противоборствующих лагерей, вызванного колоссальным напряжением и перерасходом финансовых ресурсов. Имперско-католическая сторона к тому же страдала от отсутствия военных успехов. Армии обеих сторон, грабя население, передвигались из одного региона в другой в отчаянных поисках пропитания и добычи. Многие города подвергались разграблению по нескольку раз подряд. Преобладали манёвренные действия и небольшие сражения. В Регенсбурге 13 сентября 1640 года открылось заседание созванного императором рейхстага. Фердинанд III надеялся заключить там окончательный мир на условиях, сходных с Пражским миром. Большинство курфюрстов, чьи владения были опустошены войной, были готовы к компромиссам. Однако ситуацию изменили сообщения о возобновлении франко-шведского союза и о смерти бранденбургского курфюрста. Его наследник, будущий великий курфюрст Фридрих Вильгельм I, отказался вести переговоры на базе Пражского мира. К нему присоединились и многие другие курфюрсты. В 1641 году Бранденбург сепаратно прекратил боевые действия против Швеции. Продлившись более года, сессия рейхстага была завершена 10 октября 1641 года. Императору так и не удалось добиться подписания мира, и боевые действия продолжились. Лишь в декабре был подписан прелиминарный Гамбургский мирный договор, заложивший основы для проведения в 1644 году мирного конгресса между императором и противоборствующими ему силами в вестфальских городах Мюнстер и Оснабрюк. Оба города и пути между ними должны были быть демилитаризованы, а посланцам всех враждующих сторон обеспечена неприкосновенность.
В январе 1642 года войска французов и протестантов Гессен-Касселя, наступавшие в районе Нижнего Рейна, столкнулись с имперской армией, усиленной войсками Кёльнского архиепископства. В битве на Кемпенерском поле 17 января после внезапного нападения, лишившего командовавшего католическими войсками Гийома де Ламбуа практически всей его артиллерии, протестанты разделили и уничтожили армию противника. Генералы фон Ламбуа и Франц фон Мерси попали в плен. Это поражение привело к потере католиками обширных территорий на западе империи. Разграбленный и опустошённый Нижний Рейн так и не удалось вернуть под контроль императора. Параллельно весной 1642 года в Саксонии шведы под командованием Леннарта Торстенссона (сменившего на посту главнокомандующего скончавшегося Банера) начали наступление на Лейпциг. К осени он осадил город, однако перед лицом наступающей императорской армии под командованием эрцгерцога Леопольда Вильгельма и князя Пикколомини отступил в Брейтенфельд. Преследовавшие его католики настигли шведскую армию 23 октября. Во второй битве под Брейтенфельдом значительно уступавшие в численности шведы атаковали противника, не дожидаясь пока тот развернётся в боевой порядок. В этой битве католики потеряли свыше 5 тысяч человек убитыми и около 4,5 тысяч пленными, причём большинство пленных поспешило перейти на службу к Торстенссону.
Между тем на западе Европы происходили глобальные перемены. Не без помощи английской и французской дипломатии в 1640 году Испания потеряла Португалию и чуть было не потеряла Каталонию. Увязнув в новых войнах с сепаратистами, Испания ослабила натиск на Нидерланды. В ноябре 1642 года в Англии вспыхнула революционная гражданская война, что привело к сокращению английских субсидий немецким протестантам и Швеции. В декабре в Париже скончался кардинал Ришельё, а через пять месяцев — и король Франции Людовик XIII. Новым королём стал пятилетний Людовик XIV. Его первый министр, кардинал Мазарини, продолжил политику своего предшественника, направленную против Испании и императора. Главнокомандующим армией был назначен неопытный герцог Людовик Энгиенский, будущий принц Конде. Желая воспользоваться неразберихой во Франции, испанцы весной 1643 года начали наступление и 12 мая осадили арденнскую крепость Рокруа. Двинувшийся на помощь осаждённым герцог Энгиенский вечером 18 мая столкнулся с осаждавшими войсками. В разгоревшейся битве при Рокруа после ожесточённого боя, произошедшего утром 19 мая, французам удалось разбить испанскую армию. Это поражение испанцев — самое серьёзное за всю войну — стало поворотным моментом в многолетнем франко-испанском конфликте и обозначило закат Испании в качестве великой державы. В июле 1644 года вместо профранцузского папы Урбана VIII был избран происпански настроенный Иннокентий X, чья политика в Италии привела к разрыву дипломатических отношений между Парижем и Ватиканом.
В Гамбурге была выпущена сатирическая монета, на аверсе которой была нанесена надпись: «Что Галлас сделал в Гольштейне». Реверс монеты был абсолютно пуст.
Конфликт на севере Европы вновь переместился на территорию Дании. Тамошний король Кристиан IV, по условиям любекского мира 1629 года обязавшийся отвести свои войска с территории немецких государств, по-прежнему был антагонистом Швеции. Стремясь усилить свои позиции на Балтике, датчане начали строительство сильного морского флота, способного противостоять Швеции. Дабы не допустить этого, в декабре 1643 года шведские войска по приказу Оксеншерны начали наступление в Гольштейне и к январю оккупировали всю материковую Данию — Ютландию. Карл Густав Врангель, возглавивший объединённый шведско-голландский флот, 13 ноября 1644 года разбил датчан возле Фемарна. Наступление на Копенгаген Кристиану удалось остановить, однако шведы по-прежнему оккупировали часть территории его государства. Датчане запросили помощи у императора. Галлас был вновь призван на службу и отправлен в Данию. Весной 1644 года его армия подошла к Килю, разграбила западную Померанию, но 23 ноября была остановлена шведами во главе с Торстенссоном под Йютербогом.
На западном фронте успехов добился Франц фон Мерси, поступивший на службу к Максимилиану Баварскому и назначенный фельдмаршалом баварских войск. Нанеся французам поражение при Тутлингене (24 ноября 1643 года), он вынудил их отступить на зимовку на левый берег Рейна, 11 мая 1644 взял Уберлинген, а 27 июля Фрайбург. Летом французские военачальники — герцог Энгиенский и виконт де Тюренн — сосредоточили силы и стали наступать в глубь Швабии. В ходе продолжавшейся несколько дней битвы при Фрайбурге (август 1644 года), избравший защитную тактику фон Мерси был вынужден отступить. Французам были нанесены огромные потери, не сравнимые с потерями баварской армии. После того, как герцог Энгиенский захватил крепость Филипсбург, 5 мая 1645 года в битве при Мергентхайме фон Мерси столь успешно использовал холмистый ландшафт, что преследовавшие его французские войска виконта де Тюренна потеряли почти половину своего состава в безуспешных атаках. Только поспешное отступление и объединение остатков армии Тюренна с войсками герцога Энгиенского спасло их от окончательного уничтожения. Французско-гессенско-веймарские войска под командованием Конде и Тюренна в битве при Алерхайме возле Нёрдлингена (так называемая вторая битва под Нёрдлингеном, 3 августа 1645 года) атаковали укреплённые позиции баварской армии. Фон Мерси, который вёл подкрепление к месту схватки, был смертельно ранен случайной пулей. В итоге сражение закончилось победой французов и их союзников.
После разгрома Галласа при Йютербоге шведам вновь была открыта дорога в наследственные земли Габсбургов. Торстенссон вторгся в Богемию. Для отражения его наступления была отправлена армия под командованием императорского фельдмаршала графа фон Гатцфельдта. Обе армии были приблизительно равны по численности, однако объединённые имперско-баварские войска включали в себя крупные и опытные кавалерийские подразделения. Противники сошлись 6 марта 1645 года в битве под Янковом возле Праги. Отбив первые атаки шведов, католикам удалось обратить в бегство правый фланг противника. Когда рыцари фон Хатцфельдта и фон Верта вместо того, чтобы завершить разгром противника, бросились грабить стоявший позади шведский обоз, Торстенссон, сориентировавшись в ситуации, быстро перестроил свои войска и, умело используя артиллерию, отбил все атаки пехоты, а затем успешной контратакой полностью разбил католиков. Имперская армия была уничтожена. Не встретив дальнейшего сопротивления, Торстенссон 24 марта перешёл Дунай и за короткое время захватил практически все крупные города и крепости на севере Нижней Австрии. Он предложил мятежному трансильванскому князю Дьёрдю I Ракоци повести наступление на Вену с востока. В ожидании ответа шведы продолжали разорять Придунавье и 4 мая осадили Брюнн в Моравии. Когда силы эрцгерцога Леопольда Вильгельма после ожесточённых боёв отбили укреплённый пункт Вольфшанце севернее Вены, на помощь шведам через Моравию уже двигались венгерские войска Ракоци. Для того, чтобы избежать их объединения, Фердинанд III заключил с Ракоци прелиминарный линцский мирный договор, которым гарантировал венгерскому народу свободу религии и возврат всего имущества, отнятого у протестантов. В августе Торстенссон снял осаду с Брюнна и вернулся в Нижнюю Австрию, где снова захватил Вольфшанце и начал укреплять свои позиции: многие города по течению Дуная были превращены в крепости. Саксонский курфюрст 5 сентября 1645 года подписал со шведами перемирие в Кётшенброде (нем. Kötzschenbroda) и фактически вышел из войны. Саксонские подразделения оставались в составе имперской армии без права быть использованными против шведов.
После того как имперские войска вытеснили шведов с большей части Нижней Австрии, шведский командующий Карл Густав Врангель, сменивший Леннарта Торстенссона, объявился в горах на западе Австрии, в Форальберге, и 5 января 1647 года взял Брегенц — считавшийся относительно безопасным город, в котором хранили своё имущество многие духовные и светские князья. Имперскими войсками шведы были вытеснены из Форальберга, однако восстановить нанесённый ими ущерб было нереально: добыча войск Врангеля оценивалась почти в 10 миллионов гульденов. Максимилиан Баварский 14 марта 1647 года также подписал соглашение о прекращении огня с Францией и Австрией, однако, опасаясь лишения курфюршеского статуса на предстоящем мирном конгрессе, уже 2 сентября объявил о возобновлении альянса с императором. В ответ шведские войска Врангеля и французские войска Тюренна объединились и 17 мая 1648 года разбили значительно уступавшую им имперско-баварскую армию в битве при Цусмарсхаузене. После этого, стремясь вынудить Максимилиана к заключению сепаратного мира, Врангель опустошил практически всю Баварию, но потерпел поражение при Дахау от фельдмаршала Пикколомини. В свою очередь шведский генерал Кёнигсмарк, который после битвы при Цусмарсхаузене двинулся в сторону Праги, 26 июля сумел захватить Малу-Страну и Градчаны, однако при попытке продолжить наступление и по Карлову мосту пройти в Старый город столкнулся с ожесточённым сопротивлением горожан и имперского гарнизона. Боевые действия в Праге продолжались до самого конца войны. Тем временем под Лансом (Пикардия) французская армия принца Конде разбила численно превосходящую армию испанцев и имперцев во главе с Леопольдом Вильгельмом.
По итогам работы мирного конгресса в Оснабрюке и Мюнстере 24 октября 1648 года были подписаны мирные договоры (между императором и Францией и императором и Швецией, соответственно), вошедшие в историю под названием Вестфальского мира и поставившие точку в общеевропейской войне, которая продолжалась тридцать лет.

## Мир
Несмотря на то, что прелиминарный Гамбургский мирный договор 1641 года оговаривал условия и схему проведения мирного конгресса, борьба развернулась уже вокруг вопроса о том, кто имеет право участвовать в его работе. Ключевой вопрос заключался в допуске на конгресс имперских сословий. Император считал, что он является единственным лицом, имеющим право представлять Священную Римскую империю на переговорах. С этим не были согласны протестантские князья и курфюрсты, которых поддержали Франция и Швеция. В итоге после битвы под Янковом им удалось преодолеть сопротивление императора и добиться приглашения субъектов империи. В итоге конгресс получился самым представительным совещанием в истории Европы: на нём присутствовали 135 делегатов. До ноября 1645 года переговоры по сути фактически не велись — делегаты обсуждали лишь малозначительные детали его проведения. Лишь приезд нового представителя императора — опытного дипломата, ближайшего друга и советника императора графа Траутмансдорфа — привёл к прогрессу в переговорах.
Мирный договор, заключённый 24 октября 1648 года одновременно в Мюнстере и Оснабрюке, вошёл в историю под наименованием Вестфальского. Мюнстерский мир, подписанный ещё 30 января, прекращал восьмидесятилетнюю войну между Испанией и Соединёнными провинциями. Не урегулированным остался лишь конфликт между Испанией и Францией, который продолжался до заключения Пиренейского мира в 1659 году.
По условиям мира:
- Габсбурги сохраняли за собой все восточные наследные земли (включая Чехию), однако на западе были вынуждены передать Франции Эльзас;
- Франция получила ландграфства Верхний и Нижний Эльзас, Зундгау[нем.], Три Епископства, Декаполис и город Брайзах;
- Швеция получила захваченные ею территории на побережье Северного и Балтийского морей: Переднюю Померанию, Бременское архиепископство[* 10] и епископство Ферден, а также город Висмар, входивший в состав магдебургского архиепископства; к тому же ей полагалась контрибуция в 5 миллионов талеров;
- к Бранденбургу отошли оставшаяся часть Померании — Восточная Померания. Кроме того, в качестве компенсации за Переднюю Померанию, на которую у бранденбургских курфюрстов было право наследования, они получили архиепископство Магдебург, епископства Минден, Хальберштадт и Каммин;
- в качестве компенсации за передачу Висмара герцог Мекленбурга Адольф Фридрих получал епископства Шверин[нем.] и Ратцебург[нем.];
- Бавария получила Верхний Пфальц, причём за баварским герцогом закреплялся первый по старшинству курфюршеский титул;
- Саксония получила Лузацию;
- пфальцграф Карл-Людвиг (сын пфальцского курфюрста Фридриха V) получил обратно Нижний Пфальц[нем.] и специально созданное восьмое звание курфюрста (causa palatina[нем.]);
- Гессен-Кассель получил созданное из аббатства княжество Херсфельд и часть территории бывшего графства Шаумбург, а также более полумиллиона талеров для своей армии[192];
- Соединённые провинции и Швейцарская конфедерация признавались независимыми государствами и выходили из состава Священной Римской империи[193][194][195].

Помимо перераспределения территорий, Вестфальский мир урегулировал глубинные противоречия внутри империи. Кальвинизм был признан равноправной с лютеранством религией, Реституционный эдикт и Пражский мир аннулировались. Подтверждалось право князей выбирать религию в своих владениях, на всей территории империи (за исключением наследственных земель Габсбургов) провозглашался принцип веротерпимости. Границы церковных владений возвращались к состоянию на 1 января 1624 года. Имперские князья получили право заключать союзы между собой и с иностранными государствами — при условии, что эти союзы не будут направлены против императора или империи. Все опальные князья и города амнистировались, снимались наложенные во время войны торговые ограничения и эмбарго, на Рейне вводилось свободное судоходство. При этом устья всех крупных рек, через которые велась торговля, оказались в руках других стран.
В мирном договоре не затрагивался порядок демобилизации и вывода войск. Решение этих вопросов было возложено на начавшийся в апреле 1649 года Нюрнбергский исполнительный конгресс.

## Последствия
|  | — более 2/3 населения |
|  | — более 1/3 населения |

В западной истории Тридцатилетняя война осталась одним из самых тяжёлых европейских конфликтов до мировых войн XX века. Общие потери по разным оценкам колебались от 5 до 8 миллионов человек. Многие регионы потерявшей от 20 до 45 % своего населения Священной Римской империи были опустошены и долгое время оставались безлюдными. На территории Германии от войны, голода и эпидемий погибло около 40 % сельского населения и около трети городского. Распределение потерь было неравномерным. Особенно сильно пострадали регионы, где проходили или останавливались армии. В затронутых войной областях Мекленбурга, Померании, Пфальца, в частях Вюртемберга и Тюрингии убыль населения значительно превышала 50 %, а местами — и 70 %. В то же время население северо-запада и юго-востока значительно меньше пострадало от последствий боевых действий. На Вестфальском конгрессе шведов обвиняли в том, что они уничтожили почти две тысячи замков, восемнадцать тысяч деревень и более полутора тысяч городов, сожгли и разрушили практически все металлургические и литейные заводы и рудные копи. Массовая порча монеты привела к монетному кризису и сопряжённой с ним инфляции.
В армиях противоборствующих сторон свирепствовали эпидемии — неизменные спутники войны. Постоянные перемещения солдат, а также бегство мирного населения приводили к тому, что болезни распространялись далеко от очагов заболевания. Информация о многочисленных эпидемиях сохранилась в приходских книгах и налоговых отчётах. Вначале эта проблема проявлялась локально, но когда датская и имперская армии встретились в Саксонии и Тюрингии в 1625—1626 годах, количество заболевших стало быстро расти. Местные хроники упоминают о так называемой «венгерской болезни» и «главной болезни», которые идентифицируются как сыпной тиф. После столкновений Франции и Габсбургов в Италии север Апеннинского полуострова охватила бубонная чума. Во время осады Нюрнберга армии обеих сторон поразила цинга и сыпной тиф. В последние десятилетия войны Германия была охвачена постоянными вспышками дизентерии и сыпного тифа. Медицинский статистик Ф. Принцинг отмечал, что в Германии во время войны от чумы погибло больше людей, чем в сражениях.
Война не привела к краху Габсбургов, но изменила расстановку сил в Европе. Гегемония перешла к Франции. Упадок Испании стал очевиден. Швеция достигла цели превращения Балтики в «шведское озеро» и вступила в полувековой период великодержавия, продлившийся до конца Северной войны. Свыше 300 мелких германских государств получили фактический суверенитет при номинальном подчинении власти императора. Эта ситуация сохранялась вплоть до роспуска Священной Римской империи и проведения медиатизации в 1806 году.
Приверженцы крупнейших течений христианства на территории Священной Римской империи (католицизма, лютеранства и кальвинизма) обрели в ней равные права. Итогом Тридцатилетней войны стало резкое ослабление влияния религиозных факторов на жизнь государств Европы. Их внешняя политика стала основываться на экономических, династических и геополитических интересах.
Основные принципы вестфальской системы международных отношений, описанной в мирном договоре — взаимное признание государствами национального государственного суверенитета друг друга, равноправие государств между собой и принцип нерушимости границ — применяются и по сей день.

### Влияние на военную тактику и стратегию
В начале войны общепринятым строем войск была терция. Классическая испанская терция насчитывала 3 тысячи человек: в центре располагались 1,5 тысячи пикинёров, окружённые двумя группами аркебузиров по 250 человек в каждой. Две группы по 90 мушкетёров располагались перед строем аркебузиров. Остальные аркебузиры делились на 4 равных группы (mangas), располагавшихся по углам основного квадрата. Другие страны использовали схожие построения. К примеру, католики Германии использовали имперскую терцию, насчитывавшую по 512 пикинёров и мушкетёров и предпочитаемую Тилли терцию лиги, включавшую 968 пикинёров и 1068 мушкетёров. Терция лиги была практически непобедима особенно на ранней стадии войны (битвы на Белой Горе, при Вимпфене, Хёхсте, Штадтлоне и Люттере), благодаря возможности атаковать и смешивать более тонкие построения. Успех терции в бою во многом зависел от выучки и дисциплины составлявших её солдат и от способности командира использовать аркебузиров в качестве мобильных боевых групп. Каждая терция сражалась сама за себя, взаимопомощь, да и простая координация в ходе боя были крайне сложны, если вообще возможны.
Принципиально новую стратегию принесла с собой шведская армия под руководством Густава Адольфа, вдохновлённого военной реформой Морица Оранского. Для неё было характерно численное преобладание мушкетёров над пикинёрами в пропорции приблизительно 2:1. Подобная пропорция была вызвана как экономическими (оснащение отряда мушкетёров было дешевле, чем сопоставимого отряда пикинёров), так и стратегическими соображениями (мушкет был легче пики, что имело большое значение при характерных для шведов форсированных маршах). В битве при Брейтенфельде шведский боевой порядок был куда менее эшелонирован, в нём применялась линейная тактика. Перед пикинёрами располагались до 6 рядов мушкетёров, которые, находясь в различных позициях (на колене, пригнувшись, стоя в полный рост), могли стрелять единым залпом, нанося противнику катастрофические потери. Изучение военными теоретиками противоборствующих сторон тактики и успехов шведских войск дало свои результаты — на повышении огневой мощи пехоты стали делать упор и армии других стран. Изменилась структура пехоты — к концу войны мушкетёры стали численно преобладать над пикинёрами. Дольше всех терция продержалась в испанской армии — испанцы отказались от этого строя только после поражения в битве при Рокруа.
В кавалерии доминировала тяжёлая кавалерия (кирасиры) и конная пехота (прообраз драгун). Во второй половине войны, когда в задачах, возложенных на кавалерию, увеличилась роль разведки, быстрых налётов и фуражирования, возросла роль лёгкой кавалерии: венгерских гусар, кроатов, пандуров. В то же время вооружённые пиками всадники, чья манера ведения боя сильно напоминала средневековых рыцарей, в ходе Тридцатилетней войны практически исчезли с поля боя.
Возросла роль полевой артиллерии. Если в начале войны артиллерия была отдельной группой, практически не связанной с остальными войсками и использовавшейся в основном при осаде городов и крепостей, то позже полководцы стали расценивать её как равноправный род войск наряду с пехотой и кавалерией, который в некоторых случаях (к примеру в битвах при Брейтенфельде (1631) или под Янковом) вносил решающий вклад в исход полевого сражения. В то же время основные недостатки артиллерии — низкая мобильность и невозможность быстрой сменой позиций реагировать на изменяющуюся обстановку на поле боя — по-прежнему не были решены. Попытки шведов использовать лёгкие обмотанные кожей пушки успеха не принесли.
Тридцатилетняя война стала пиком и одновременно началом заката эпохи наёмных армий, апогеем коммерциализации и приватизации военных действий в Новом времени. Обе стороны использовали ландскнехтов, набиравшихся из различных социальных слоёв без оглядки на вероисповедание. К концу войны на территории центральной Европы действовало около 1500 более или менее одарённых командиров, по поручению сюзеренов рекрутировавших себе армии. Изменился и общий принцип финансирования армий. Почти все стороны конфликта переняли применённую Валленштейном систему налагавшихся на местное население контрибуций на содержание армии. Фактически это был военный налог, однако устанавливаемый и взимаемый не государством, а армией. Армии были практически переведены на самофинансирование, что особенно явно проявилось в последний период войны, когда основной целью боевых действий было не достижение преимущества над противником, а поиск пропитания и добычи. Из пьесы Шиллера «Валленштейн», описывающей события Тридцатилетней войны, в немецкий язык вошло выражение «Война кормит войну»; в эту же эпоху родилось и понятие «мародёрство». Ненадёжность наёмных армий и опасность возраставших пропорционально их размеру политических амбиций их лидеров привели к появлению регулярных армий как альтернативы наёмным.
Постоянный рост численности армий требовал всё увеличивавшегося количества ресурсов. 40-тысячная армия каждый день потребляла около 40 тонн хлеба, 20 тонн мяса и 150 000 литров пива. В ходе войны армии часто были вынуждены отступать из-за отсутствия снабжения даже после побед. Многие государства по примеру Густава Адольфа стали создавать организованное снабжение войск боеприпасами и провиантом. Стали появляться «магазины» (склады военных запасов), выросла роль транспортных коммуникаций. Кроме того, магазины и коммуникации стали рассматриваться как объекты атаки и обороны. Появилось понятие «манёвренная война» — серией искусных манёвров можно было прервать снабжение противника и заставить его отступить, не потеряв при этом ни одного солдата. Снабжение стало определять поведение войск, задавать цели войн и направлять армии.

## Память

### Историография
Распространение книгопечатания привело к тому, что Тридцатилетняя война стала первым крупным конфликтом, в котором свою роль сыграли прообразы средств массовой информации. По всей Германии ходили многочисленные «новые газеты», «правдивые описания» и «истинные изложения», описывавшие (часто со значительными преувеличениями и оскорблениями в адрес противника) актуальные события и дававшие им свою трактовку. Однако публикации не только описывали происходящее на поле боя, но и, в свою очередь, формировали общественное мнение. Ярким примером подобного являются публикации после сожжения Магдебурга — католические источники восхваляли уничтожение «гнезда еретиков», а протестантские — прославляли храбрость защитников и требовали возмездия.
Систематическую работу по анализу произошедшего в те годы осложняет огромное количество сохранившихся источников. Только в Чехии и Словакии собранные свидетельства участников войны хранятся в 27 архивах. В архивах Саксонии находятся двенадцать фолиантов, куда собраны отзывы на «Эдикт о Реституции» 1629 года. В 45 томах были опубликованы документы, связанные с Вестфальским конгрессом («Acta Pacis Westphalicae», 1962—2011) — протоколы заседаний, переписка, дневники делегатов. Для публикации переписки Максимилиана I с его союзниками потребовались 13 томов.
Тем не менее, практически сразу после окончания войны начались попытки создания обзорных материалов. В 1649 году, уже через 3 месяца после подписания Вестфальского мира, английская еженедельная газета «The Moderate Intelligencer» опубликовала цикл статей «An epitome of the late Thirty Years’ War in Germany», в хронологическом порядке описывающий английскому читателю основные события и мотивы данной войны. В 1650 году на немецком языке вышел памфлет «Von dem Dreyssigjährigen Teutschen Krieg Kurtze Chronica» — третья редакция появившегося ещё в 1648 году «Von dem Dreyssigjährigen Deutschen Kriege» — автор которого не только описал места и даты основных военных действий, но и попытался дать оценку человеческим и имущественным потерям в результате войны.
В последующий период о Тридцатилетней войне были написаны несколько тысяч исследований и книг. Наиболее серьёзным трудом по данной теме считается трёхтомное исследование Морица Риттера «Deutsche Geschichte im Zeitalter der Gegenreformation und des dreissigjährigen Krieges, 1555—1648» (1889). Второй том работы описывает период с 1586 по 1618 и разделён на две части — до и после Донаувёртского инцидента 1607 года. Третий том подробно рассматривает события военных лет. Широкую известность на Западе приобрело исследование С. В. Веджвуд «The Thirty Years War» (1938). В её работе Тридцатилетняя война рассматривается как в основном внутринемецкий конфликт, в который вмешивались северные и западные соседи. Из более актуальных англоязычных работ стоит отметить «The Thirty Years War» Джефри Паркера. Труды французских учёных посвящены в основном участию Франции в Тридцатилетней войне и других конфликтах того периода. Фундаментальный шеститомный труд «Histoire du Cardinal de Richelieu», начатый Габриелем Аното в 1893 году и завершённый с помощью герцога де ла Форса в 1947 году, подробнейшим образом рассматривает жизненный путь лидера Франции того периода. Аналогично ориентирована и работа Жоржа Паже «La Guerre de Trente ans, 1618—1648» (1939), подчёркивающая важность Франции как арбитра Европы. Чешский историк Йозеф Полишенский в «Třicetiletá válka a evropské krize 17. století» (1971) концентрируется в основном на богемском театре военных действий.
В советской историографии существуют различные оценки Тридцатилетней войны. М. Смирин и Б. Пуришев, Б. Ф. Поршнев и Я. Зутис характеризуют войну как конфликт между феодальной католической реакцией во главе с Габсбургами и прогрессивной коалицией Франции, России и протестантских государств. В то же время А. Эпштейн и Е. А. Косминский рассматривают её как борьбу Германии за своё объединение против интервенции европейских держав, стремившихся предотвратить его. Также активно дискутируется вопрос о роли России в Тридцатилетней войне. Если Б. Ф. Поршнев рассматривает вступление Швеции в Тридцатилетнюю войну как эпизод борьбы шведско-русской и польско-австрийской коалиций и объясняет успехи Швеции экономической и военной помощью России, то О. Л. Вайнштейн, А. Арзыматов и другие учёные считают, что Русское государство не было членом антигабсбургской коалиции, а в борьбе против Польши Россия преследовала исключительно свои собственные цели, добиваясь возвращения западных русских земель. Той же точки зрения придерживается и А. С. Кан, указывающий, что в последний период войны Россия не была ни союзником Швеции, ни противником императора.

### В культуре
Тридцатилетняя война оставила множество следов в искусстве и повседневной жизни — от детских песенок вроде «молись, малыш, молись, завтра придёт швед» (нем. Bet' Kindlein bet', morgen kommt der Schwed) до всемирно известных прозаических и поэтических произведений, а также картин художников-баталистов.
Многие из известных произведений были написаны во время самой войны или сразу после неё. Основатель силезской поэтической школы Мартин Опиц в поэме «Утешительные песни в превратностях войны» («Trostgedichte in Widerwärtigkeit des Kriegs», 1621—1633) ярко изображает ужасы, разразившиеся над Германией, критикует религиозно мотивированное насилие и прославляет мир. То же характерно и для других писателей его школы, в частности Пауля Флеминга и Фридриха фон Логау. Некоторые поэты и писатели (как например, Ангелус Силезиус) уходили от ужасов окружающего мира в религиозное отречение, надеясь найти спасение в мистике.
Тяготы того периода и ужасы нескончаемой войны описывает плутовской роман Ганса Якоба Кристоффеля фон Гриммельсгаузена «Симплициссимус», впервые опубликованный в 1669 году. Главный герой книги, крестьянский сын, оторванный от семьи при разграблении родительского двора фуражирующими драгунами, пересекает Священную Римскую империю и окружающие её страны периода Тридцатилетней войны. Из свидетельств очевидцев выделяется дневник наёмника Петера Хагендорфа, описывающий события его жизни в период с 1625 по 1649 годы. В составе отряда Паппенгейма автор был тяжело ранен при штурме Магдебурга. Определённое время он провёл, сражаясь на стороне шведской армии, куда был принудительно завербован — обычная практика в то время. Множество работ посвятил этому периоду историк и драматург XVIII века Фридрих Шиллер. В 1792 году он опубликовал «Историю Тридцатилетней войны». Семь лет спустя он завершил свою драматическую трилогию «Валленштейн» («Лагерь Валленштейна», «Пикколомини», «Смерть Валленштейна»), посвящённую жизни полководца в 1633—1634 годах.
С течением времени писатели всё чаще стали использовать великое противостояние XVII века как метафору ужасов войны вообще. Наиболее известным примером XX века является пьеса Бертольта Брехта «Мамаша Кураж и её дети» (1941). Действие пьесы, в основу которой легло «Подробное и удивительное жизнеописание отъявленной обманщицы и бродяги Кураж» фон Гриммельсгаузена (1680), происходит во время Тридцатилетней войны, однако автор ясно даёт понять, что описываемое в ней огрубение людей и уничтожение человечности возможно в любой стране и в любое время. Задуманная как антивоенное произведение, она была закончена, когда Вторая мировая война уже была в разгаре.
В 1938 году в нацистской Германии была поставлена одноактная опера Р. Штрауса «День мира» (нем. Friedenstag; Opus 81, TrV 271) действие которой происходит в бедствующем городе во время этой войны.
Тридцатилетняя война широко отражена в музейных собраниях. В Венском военно-историческом музее ей посвящён большой зал, открывающий постоянную экспозицию. Там находятся как объекты, иллюстрирующие вооружение того времени и тенденции его развития (мушкеты с фитильным, колесцовым и ударно-кремнёвыми замками, холодное оружие и доспехи), так и множество исторических документов, иллюстрирующих нравы и традиции этого периода. В частности, в музее хранится приказ Валленштейна Паппенгейму от 15 ноября 1632 года о немедленном возврате войск к Лютцену, проколотый шпагой и залитый кровью смертельно раненого в этом бою Паппенгейма. Также там хранится «серия Пикколомини» голландского художника Питера Снайерса — 12 крупноформатных полотен, написанных между 1639 и 1651 годами и иллюстрирующих ключевые моменты походов Оттавио Пикколомини в Лотарингии и Франции в последний период войны.
В городском музее Брайзаха — ключевой крепости на юго-востоке Германии, многократно переходившей из рук в руки (особо известна её осада войсками Бернхарда Саксен-Веймарского в 1638 году) — рассматривается фортификационное искусство того времени. Подробные макеты иллюстрируют как развитие крепости во время Тридцатилетней войны и 49-летнего французского господства между Вестфальским и Рисвикским миром, так и историю построенной французским инженером де Вобаном на другом берегу Рейна крепости Нёф-Бризах, входящей в список всемирного наследия ЮНЕСКО. В дворцовом музее Лютцена расположена включающая в себя 3600 оловянных фигур диорама, иллюстрирующая боевые порядки войск в битве при Лютцене. Часть экспозиции городского музея Нёрдлингена посвящена обеим битвам, произошедшим возле города (в 1634 и 1645 годах), а также разграблению города после захвата его имперскими войсками. Наряду с ним в городе, где сохранилась бо́льшая часть построенных ещё в 1327 году крепостных стен и укреплений, существует отдельный музей крепостных стен.
В Виттштоке в башне старого епископского замка в 1998 году был открыт музей Тридцатилетней войны. Расположенная на семи тематических этажах коллекция посвящена не только военно-исторической составляющей, но и раскрывает причины возникновения войны, жизнь гражданского населения и заключение мира. В экспозиции Музея армии в Стокгольме представлены вооружение и материалы по тактике шведской армии в Тридцатилетней войне. Там же расположен и музей корабля «Ваза» — построенного в 1628 году флагмана шведского флота, который из-за конструктивных ошибок затонул при своём первом выходе из Стокгольмской гавани
Популярная шведская хеви-метал-рок-группа Sabaton в 2012 году в альбоме Carolus Rex выпустили песню с названием «Gott mit uns», которая рассказывает о событии Тридцатилетней войны — победе шведского короля Густава ІІ Адольфа с протестантской коалицией над войсками папско-католического союза в битве при Брейтенфельде (1631). Композиция есть в вариантах на английском и на шведском языках. В контексте песни представлен девиз «Gott mit uns» (нем. С нами Бог) как боевой клич протестантской коалиции в войне с католиками, которые усилили Контрреформацию.